# Битка код Семпоале
Битка код Семпоале (енгл. Battle of Cempoala), вођена 20. јуна 1520, била је битка између двеју фракција шпанских конкистадора у Мексику: лојалиста са Кубе под командом Памфила Нарваеса, које је гувернер Веласкез послао да ухапсе Кортеса, и добровољаца које је предводио Ернан Кортес. Кратак окршај завршен је одлучујућом победом Кортеса и преласком читаве војске лојалиста на његову страну.

## Позадина
10. фебруара 1519. Ернан Кортез је по наређењу Дијега Веласкеза, шпанског гувернера на Куби, испловио из Хаване са експедицијом од 11 бродова, 110 морнара, 570 војника, 10 топова и 16 коња. Приставши на Јукатану и откупивши од тамошњих Маја заробљеног шпанског свештеника Херонима де Агилара, који је са Индијанцима провео 8 година, опловио је северну обалу Јукатана и 25. марта (на Благовести) покорио Индијанце који су становали на ушћу реке Табаско, разбивши 5 индијанских чета од по 8.000 људи и освојивши њихову престоницу, град Потончан.
Примивши од поглавица Табаска заклетву на верност и поклоне, међу којима и астечку робињу Малинче, која ће убрзо научити шпански језик и ући у историју као Кортезов главни преводилац, госпођа Марина, Кортез се 21. априла (на Велики Петак), искрцао на острву Сан Хуан де Улуа ("Свети Јован од Астека") и ту основао прву шпанску колонију у Мексику, Веракруз. Пошто је део конкистадора, веран гувернеру Веласкезу, затражио повратак на Кубу, Кортез је предао овлашћења која је добио од Веласкеза, и од стране новоизабраног градског већа Веракруза (које се састојало од Кортезових војника и пријатеља), добио нова као "генерални капетан и врховни судија" нове шпанске колоније. Тако је, правно гледано, Кортез добио изговор да је иступио испод Веласкезове власти и ступио директно под власт шпанског краља. Ту је примио изасланство Астека, који су му уручили богате дарове (укључујући и неколико корпи златних украса), и суседног племена Тотонака, астечких вазала са престоницом у Семпоали, са којима је склопио савез против Астека. Освојеним златом придобио је верност војника, укључујући и бивше Веласкезове присталице.
Одлучивши да заузме Теночтитлан, престоницу Астека, Кортез је са око 500 конкистадора и 3.000 Тотонака кренуо на Тласкалу, племенски савез који је био у непрестаном рату са Астецима. Поразивши Тласкаланце (којих је по модерним проценама било око 30.000) у две битке (у којима је погинуо само један Шпанац, али је већина била рањена), Кортез је најзад склопио савез са Тласкалом, који је запечаћен превођењем неколико тласкаланских поглавица у хришћанство и браковима Кортесових капетана са њиховим кћерима.
Ојачан снажним одредом тласкаланских ратника, Кортес је са око 500 конкистадора и око 6.500 индијанских савезника наставио за Теночтитлан, успут уништио астечке савезнике у Чолули, верској престоници Мексика, и коначно ушао у Астечку престоницу без борбе, свечано и пријатељски дочекан од астечког краља Монтезуме, 8. новембра 1519. После неколико дана, Кортез је на превару заробио Монтезуму у својој палати и преко њега покушао да наведе Астеке да добровољно предају сво злато, приме хришћанство и врховну власт шпанског краља.

## Веласкезова експедиција
Неколико месеци Монтезумина власт остала је довољно чврста и Астеци су се покоравали свим захтевима Шпанаца све до пролећа 1520. У том је Кортесу из Веракруза стигла веста да је гувернер Веласкез упутио нову експедицију, већу од његове, са задатком да ухапси Кортеза и врати га на Кубу. Ова експедиција, 19 бродова са око 900 шпанских војника под командом капетана Панфила де Нарваеза  (шп. Pánfiló de Narváez), искрцала се у Мексику средином маја 1520. и заузела Семпоаљу, која се претходне године покорила Кортесу.
Панфило Нарваес био је миљеник гувернера Веласкеза, који је командни положај добио захваљујући аристократском пореклу и везама на шпанском двору: као војник, био је храбар и самоуверен, али без правог искуства. Убеђен у своју надмоћ и заваран покорношћу локалних Индијанаца, распоредио је своје трупе по читавом граду без икаквог обезбеђења, без извидница и готово без страже, уверен да ће савладати Кортеса без борбе, уценама и преговорима.
За то време, добро обавештен о свим Нарваесовим акцијама од Тотонака и својих присталица у противничком логору, Кортес је одмах напустио Теночтитлан и пошао у сусрет Нарваесу са свега 70 конкистадора, прикупивши успут још 200 шпанских војника из Веракруза и 600 Тласкаланаца, а наредио је и да се одред од 2.000 Тотонака из Ћинатле наоружа гвозденим копљима. Уз помоћ индијанских водича и носача, Кортесов одред се за неколико дана примакао Семпоаљи, где су Нарваесове снаге биле улогорене готово без икакве предострожности, успут заробивши шпанску делегацију која је носила Нарваесов ултиматум Кортесу. Изненадни ноћни напад на логор лојалиста почео је заробљавањем малобројних стражара и завршен је после кратке борбе, заробљавањем Нарваеса и предајом његове војске: нападачи су изгубили свега 6, а браниоци 12 бораца.

## Последице
Победа над Нарваесом знатно је ојачала Кортесову војску: пришло му је око 800 шпанских војника, а нешто касније још 150 војника са 20 коња који су упућени са Кубе као појачање за Нарваеса. Док је Ернан Кортес био ангажован у борбама против Нарваеса, његови војници у граду Теночтитлану (шп. Tenochtitlan), престоници Астека, извршили су покољ индијанског становништва, нашта су Астеци одговорили нападом на Шпанце и њихове индијанске савезнике из Тласкале. У тој акцији устаника, названој Тужна ноћ (шп. Noche Triste), Кортез је изгубио 150 војника и 2.000 Индијанаца-савезника. После тих губитака, Кортез се ноћу између 30. јуна и 1. јула пробио из града у тежњи да се пребаци на територију својих савезника, Тласкаланаца (шп. Tlaxcala). Изнурен и јако проређен у претходним борбама, готово без барута и топовске муниције, Кортесов одред са преживелим тласкаланским ратницима нападнут је 8. јула од огромне астечке војске код Отумбе.